# Auckland City FC
Auckland City FC (celým názvem Auckland City Football Club) je poloprofesionální novozélandský fotbalový klub z města Auckland založený v roce 2004. Domácí hřištěm je stadion Kiwitea Street s kapacitou 3 000 míst. V klubovém logu je lodní kotva a zkratka AC FC.
Mezi úspěchy tohoto klubu patří např. účast na MS klubů 2014 v Maroku, kde obsadil konečné třetí místo.